# Tripterococcus
Tripterococcus es un género de plantas con flores con cinco especies pertenecientes a la familia Celastraceae.

## Taxonomía
El género fue descrito por  Stephan Ladislaus Endlicher y publicado en Enumeratio plantarum quas in Novae Hollandiae ora austro-occidentali ad fluvium Cygnorum et in sinu Regis Georgii collegit Carolus Liber Baro de Hügel 17. 1837. La especie tipo es: Tripterococcus brunonis

## Especies
- Tripterococcus brachystigma
- Tripterococcus brunonis
- Tripterococcus junceus
- Tripterococcus simplex
- Tripterococcus spathulatum